# Killer Love
Killer Love è l'album di debutto della cantante statunitense Nicole Scherzinger, pubblicato il 18 marzo 2011 dall'etichetta discografica Interscope Records. L'album, registrato in sette anni dal 2005 al 2011, include solo quattordici delle oltre cento tracce registrate originariamente per il suo primo disco, Her Name Is Nicole, la cui pubblicazione, mai avvenuta, era prevista per il 2007, e poi per un secondo album nel maggio 2010. Nel corso del 2007 furono pubblicati tuttavia quattro singoli che hanno avuto poco successo e che hanno spinto la cancellazione del progetto. Nel 2010, a seguito della pubblicazione del secondo album delle Pussycat Dolls, Doll Domination, RedOne decide di produrre materiale per il suo album di debutto. Completato e pubblicato nel 2011 l'album è composto da canzoni eurodance up-tempo e ballate mid-tempo e down-tempo. Le canzoni contengono elementi di musica rock, soul e funk, che la cantante ha appositamente scelto poiché sono quelle che le riuscivano meglio cantante dal vivo. Tra i quattordici brani che compongono l'album vi sono due collaborazioni: una con Enrique Iglesias e una con Sting. Fino ad oggi, Killer Love, è stato pubblicato solo in alcuni paesi, principalmente: Irlanda, Regno Unito, Francia e Germania. Una versione alternativa dell'album sarà pubblicato negli Stati Uniti con Snoop Dogg e 50 Cent.
Commercialmente, Killer Love,  ha avuto un grande successo nel Regno Unito e Irlanda, rispettivamente, piazzandosi al numero otto e il numero quattordici.

## Composizione
Nicole ha inizialmente cominciato a lavorare sul suo studio album di debutto nel 2005. Il progetto, intitolato Her Name Is Nicole, ha visto la cantante registrare 75-100 canzoni, ma alcune di queste successivamente sono state eseguite con le Pussycat Dolls. Tra coloro che hanno lavorato all'album sono stati Akon, Gary Lightbody, Dr. Dre, Ne-Yo, T.I., Timbaland, will.i.am, e Kanye West. RedOne ed i suoi soci hanno prodotto quasi la metà dei brani, mentre il resto è stato realizzato da artisti come Jim Jonsin, Stargate, The-Dream, Tricky Stewart, Boi-1da ed altri. Ma dopo quattro singoli deludenti, la Scherzinger ha ammesso che stava per rimandare il suo album. Ha tentato di pubblicare il suo album di debutto per la seconda volta nel maggio 2010, con una nuova canzone intotalata  Nobody Can Change Me. Successivamente questo singolo è stato scelto come un singolo promozionale e poi fu escluso dall'album.

## Singoli
Killer Love è stato preceduto dal singolo Poison, che ha raggiunto le posizioni numero tre e sette rispettivamente nel Regno Unito e in Irlanda. Il secondo singolo estratto dall'album è stato Don't Hold Your Breath (prodotto da Carl Falk, Steve Josefsson e Rami). Anche questo singolo ha preceduto l'album, raggiungendo la vetta della classifica britannica. e il terzo posto in Irlanda.
Il terzo singolo estratto, primo americano, è Right There, pubblicato a maggio 2011. Nella versione americana è presente la voce del rapper 50 Cent. Il quarto singolo estratto, per il mercato europeo, è stato Wet con il corrispettivo video giudicato dalla critica molto sexy. Per il mercato americano come secondo singolo è stato pubblicato Don't Hold Your Breath che sta riscuotendo un buon successo.

## Tracce
1. Poison (Nicole Scherzinger, RedOne, Bilal Hajji, BeatGeek, AJ Junior, Kinda Hamid) - 3:47
2. Killer Love (Nicole Scherzinger, RedOne, Bilal Hajji, BeatGeek, AJ Junior, Joker) - 3:52
3. Don't Hold Your Breath (Toby Gad, Josh Alexander, Billy Steinberg) - 3:17
4. Right There (James Scheffer, Ester Dean, Frank Romano, Daniel Morris) - 4:02
5. You Will Be Loved (Timothy Thomas, Theron Thomas) - 4:16
6. Wet (Mikkel Eriksen, Tor Hermansen, Sandy Wilhelm, Ester Dean, Traci Hale) - 3:37
7. Say Yes (RedOne, Joker, Jonas Saeed, Pontef Soderquift, Nailah Thourbourne, Nyanda Thourbourne, Tasha) - 3:29
8. Club Banger Nation (RedOne, Bilal Hajji, Kinda Hamid) - 4:06
9. Power's Out (Terius Nash, Thaddis Harrell, Christopher Stewart) - 4:10
10. Desperate (Nicole Scherzinger, RedOne, Kinda Hamid) - 3:27
11. Everybody (Scherzinger, RedOne, Adil Khayat, AJ Junior, Bilal Hajji, Joker, BeatGeek, Trina Harmon) - 3:50
12. Heartbeat (Rudi Wells' Open Heart Remix) (Enrique Iglesias, Jamie Scott, Mark Taylor) - 3:32
13. Casualty (Matthew Samuals, A. England, L. Rodrigues, B. Ryan, Z. Epstein) - 4:21
14. AmenJena (Trina Harmon, Nicole Scherzinger) - 5:22

Edizione deluxe
1. Right There (con 50 Cent) (James Scheffer, Ester Dean, Frank Romano, Daniel Morris, 50 Cent) - 4:22
2. Try with Me (Carsten Schack, Sean Hurley, Olivia Nervo, Miriam Nervo) - 3:56
3. Trust Me I Lie (Diane Warren) - 3:51
4. Tomorrow Never Dies () - 3:41

## Classifiche
| Classifica (2011) | Posizione massima |
| ----------------- | ----------------- |
| Australia         | 28                |
| Belgio (Fiandre)  | 52                |
| Belgio (Vallonia) | 61                |
| Francia           | 57                |
| Irlanda           | 14                |
| Nuova Zelanda     | 34                |
| Paesi Bassi       | 66                |
| Regno Unito       | 8                 |
| Svizzera          | 55                |

## Pubblicazione
| Paese       | Data             | Formato               | Etichetta       |
| ----------- | ---------------- | --------------------- | --------------- |
| Irlanda     | 18 marzo 2011    | CD, download digitale | Universal Music |
| Francia     | 18 marzo 2011    | Download digitale     | Universal Music |
| Regno Unito | 21 marzo 2011    | CD, download digitale | Polydor         |
| Svizzera    | 25 marzo 2011    | CD, download digitale | Universal Music |
| Germania    | 28 marzo 2011    | CD, download digitale | Universal Music |
| Francia     | 25 aprile 2011   | CD, download digitale | Universal Music |
| Danimarca   | 16 maggio 2011   | CD, download digitale | Universal Music |
| Paesi Bassi | 20 maggio 2011   | CD, download digitale | Universal Music |
| Australia   | 2 settembre 2011 | CD, download digitale | Universal Music |
| Stati Uniti | 2012             | CD, download digitale | A&M, Interscope |